# Жива (гурт)
«Жи́ва» — український фольклорний гурт, створений у Львові у 2014 році. 

## Історія створення
Етно-гурт "Жи́ва" був заснований 2014 року у Львові спочатку для пісенного оформлення театральної вистави.
Назва гурту походить від імені давньослов'янської богині Живи — покровительки всього живого, природи, втілення сили життя і відродження.
Першою музичною керівницею і однією із засновниць гурту була Марта Іваницька — піаністка, співачка. На її запрошення приєдналися інші дівчата, більшість з яких залишилися в основному складі і донині — Надія Іванців, Зоряна Починайко, Оксана Олейніченко та Марта Пилатюк.
З 2016 року Марта Іваницька залишає гурт. Музичною керівницею стає Марта Пилатюк (піаністка, викладач школи мистецтв), яка керує гуртом до теперішнього часу.
Перший публічний виступ етно-гурту "Жива" відбувся 24 серпня 2014 року.

### Репертуар
Репертуар гурту в основному складають автентичні українські пісні: обрядові, ліричні, козацькі, весільні, русальні, бурлацькі, коляди, веснянки тощо. Гурт виконує пісні з різних регіонів України: Розточчя, Гуцульщина, Полісся, Поділля, Галичина та ін.
Згодом дівчата значно розширили коло пісень, вивчаючи сербський, польський, білоруський, болгарський, грузинський і навіть фінський пісенний фольклор.
Гурт «Жива» виконує українські пісні як традиційно, так і у власній трактовці, використовуючи голосові ефекти та природні шуми, перетворюючи пісню на своєрідний обряд спілкування з химерними образами колективного несвідомого українського народу.

| Використовуючи такий метод трактовки, ми ставимо собі за мету, з одного боку, повернути пісню до її природнього, живого, вільного від впливу цивілізації звучання, з іншого – прагнемо до експерименту, відходу від традиції, можливості погляду на українську пісню крізь призму театрального дійства. |
| — діляться досвідом учасниці гурту «Жива» |

### Діяльність
За весь час існування, дівчата провели понад сотню концертів, майстер-класів, супроводжували відкриття виставок у музеях, художніх галереях, бібліотеках Львова та області тощо. Розробили авторські майстер-класи для дітей ігрово-пісеного типу, а також серію концертів-лекцій, де ознайомлюють слухачів із традиціями і особливостями українського народу.
"Жива" — учасник багатьох фестивалів: 
- 2016 — "Березів-фест"[10].
- 2016-2021 — щорічний учасник фестивалю середньовічної культури "Тустань"[11].
- 2017-2021 — "Різдво" та "Великдень в гаю"[12].
- 2017-2023 — щорічний учасник фестивалю "Свято музики у Львові"[13].
- 2018 — "Лемківська ватра"
- 2019 — "Місто мрій"
- 2019 — "Тартаків Етно"
- 2020 — театральний фестиваль "Коловорот"[14].

## Склад гурту

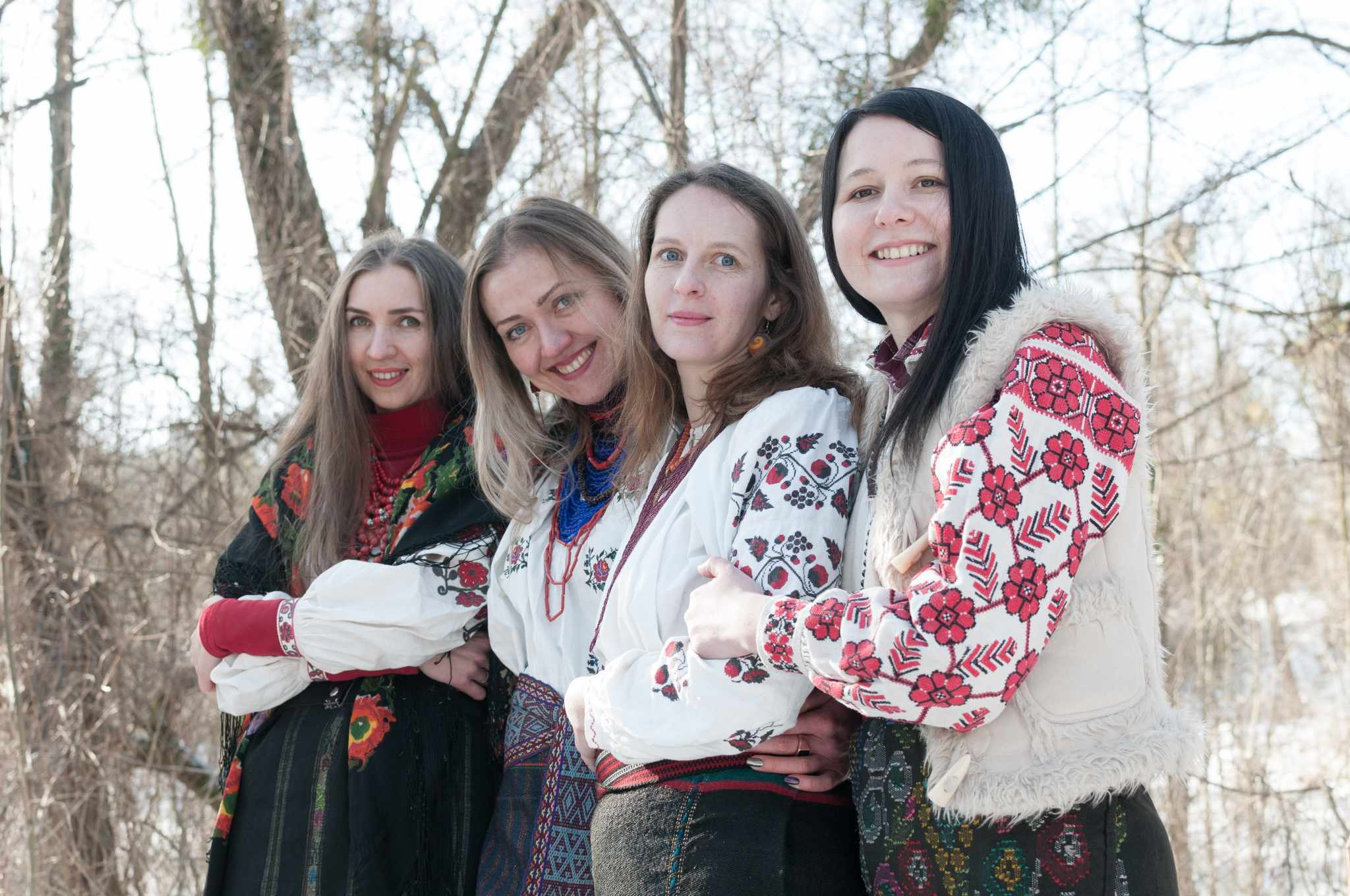
Етно-гурт "Жива". Зліва направо: Марта Пилатюк, Надія Іванців, Марта Гурин, Оксана Олейніченко.

У різний період склад гурту мінявся, незмінними учасницями були Марта Пилатюк, Надія Іванців та Оксана Олейніченко. Від березня 2023 року четвертою учасницею гурту стала Марта Дрозд (хорова диригентка, співачка).
Список усіх учасників від 2014-2023 роки:
- Марта Іваницька
- Надія Іванців
- Зоряна Починайко
- Оксана Олейніченко
- Марта Пилатюк
- Христина Гринишин
- Марія Малярчук
- Катерина Планковська
- Таня Даниленко
- Лілія Кравець
- Наталія Погоріла
- Макс Вардинихин
- Марта Гурин
- Марта Дрозд

## Відео
- Етно-гурт "Жива" колядує, м. Стрий
- Промо-ролик гурту "Жива"
- Жива - Пташок викликаю
- Жива - Ой там на морі на синьому